# Tristrophis rectifascia
Tristrophis rectifascia là một loài bướm đêm trong họ Geometridae.

## Hình ảnh

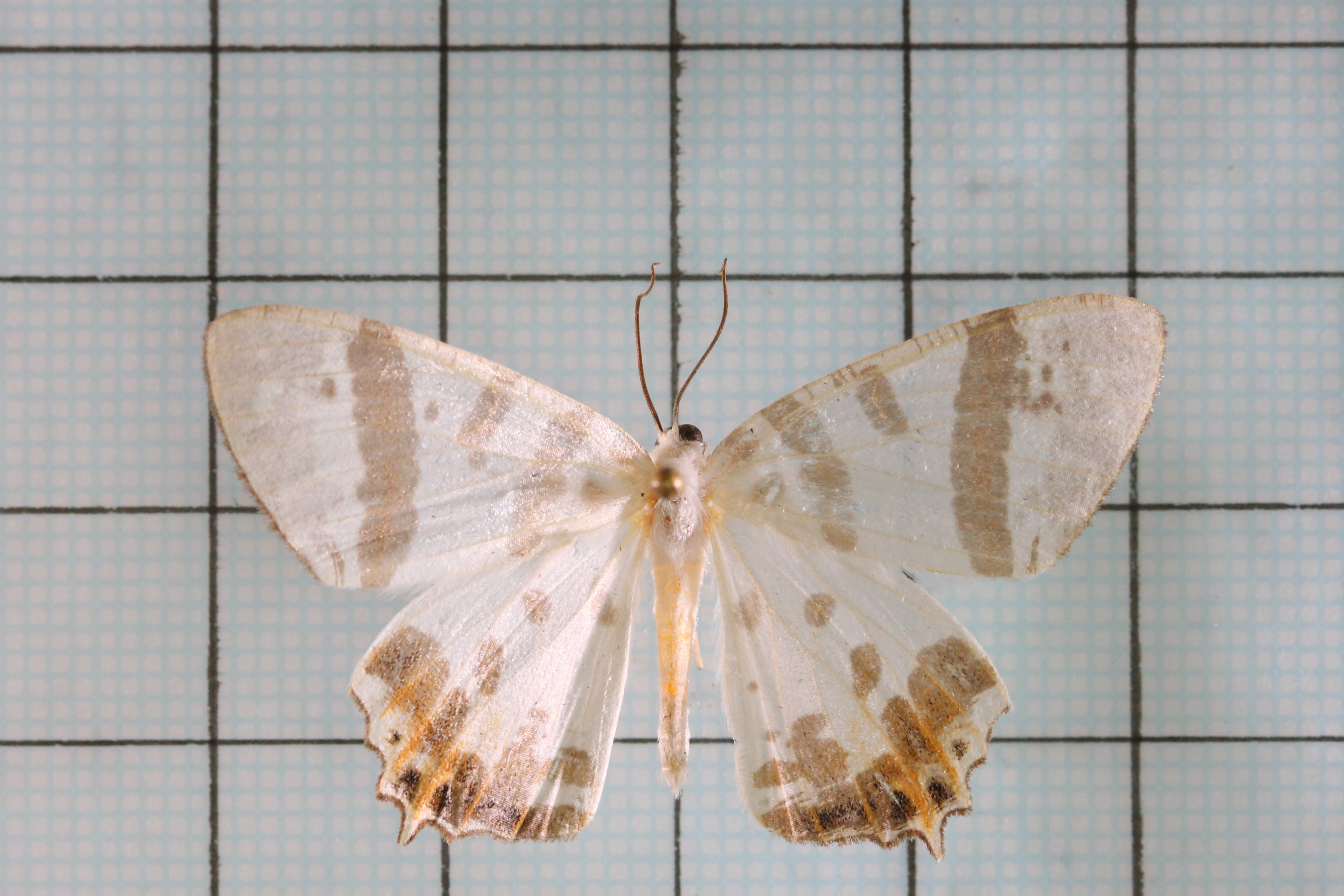